# Shogun (album)
Shogun – czwarty album studyjny amerykańskiej grupy muzycznej Trivium. Został wydany 30 września 2008 roku przez wytwórnię Roadrunner Records.
Utwór "Into the Mouth of Hell We March" pojawił się w grze Madden NFL 09.

## Lista utworów
1. "Kirisute Gomen" – 6:27
2. "Torn Between Scylla and Charybdis" – 6:49
3. "Down from the Sky" – 5:34
4. "Into the Mouth of Hell We March" – 5:52
5. "Throes of Perdition" – 5:54
6. "Insurrection" – 4:57
7. "The Calamity" – 4:58
8. "He Who Spawned the Furies" – 4:07
9. "Of Prometheus and the Crucifix" – 4:40
10. "Like Callisto to a Star in Heaven" – 5:25
11. "Shogun" – 11:54

### Bonusowe utwory (edycja specjalna)
1. "Poison, the Knife or the Noose" – 4:14
2. "Upon the Shores" – 5:21
3. "Iron Maiden" – 3:43

### DVD (edycja specjalna)
1. The Making of Shogun
2. Shogun: The Riffs

## Twórcy
- Matt Heafy – śpiew, gitara
- Travis Smith – perkusja
- Corey Beaulieu – gitara
- Paolo Gregoletto – gitara basowa
- Nick Raskulinecz – produkcja
- Colin Richardson – miksowanie

## Single
1. "Kirisute Gomen" – 2008
2. "Into the Mouth of Hell We March" – 2008
3. "Down from the Sky" – 2008
4. "Throes of Perdition" – 2009

## Wideografia
1. "Down from the Sky" – Ramon Boutviseth, 2008
2. "Throes of Perdition" – Ramon Boutviseth, 2009